# Jackson (chanson)
Pour les articles homonymes, voir Jackson.
Singles par Johnny Cash
The One on the Right Is on the Left
(1966)
Jackson est une chanson écrite par Jerry Leiber et Billy Edd Wheeler. Elle a été chantée par le duo formé de Johnny Cash et June Carter Cash ainsi que par Nancy Sinatra et Lee Hazlewood.